# Munții Albaștri, Jamaica
Munții Albaștri sunt un lanț muntos situat în estul statului Jamaica. Altitudinea maximă este de 2256 m (varful Blue Mountain Peak). Beneficiază de un nivel crescut de precipitații (pantele expuse alizeelor au o cantitate medie anuală de precipitații ce atinge 5000 mm/an), motiv pentru care sunt bine împăduriți. Pe pantele joase ale Munților Albaștri se cultivă cafea.